# Örasjön (Breareds socken, Halland)
Örasjön är en sjö i Halmstads kommun i Halland och ingår i Fylleåns huvudavrinningsområde. Örasjön ligger i Porsbjärs Natura 2000-område. Sjöns area är 0,036 kvadratkilometer och den befinner sig 185 meter över havet.